# Ecce Homo (Antonello da Messina)
Ecce Homo è il soggetto di una serie di dipinti di Antonello da Messina, databili tra il 1465 e il 1475.
Antonello ha trattato questo soggetto almeno sei volte, di cui tre (b;c;d) sono variazioni dello stesso disegno, mentre un quarto (a) ne differisce totalmente, più altre due versioni ancora diverse.
- a) Cristo incoronato con le spine, probabile 1465-1470, Metropolitan Museum of Art di New York[3][4]
- b) Datato 1473, galleria del Collegio Alberoni di Piacenza[5]
- c) Datato 1474, conservato nel Kunsthistorisches Museum di Vienna finché non fu trafugato durante la Seconda guerra mondiale[6]
- d) Ecce Homo, 1475, Galleria nazionale di palazzo Spinola di Genova[7]

## Descrizione
Questa tavola fa parte del lascito del Cardinale Giulio Alberoni al Collegio da lui fondato a Piacenza nel 1752. Il soggetto costruisce una sintesi tra Ecce Homo e quella del Cristo appoggiato alla colonna della flagellazione, dove questo espediente mette in contatto il dipinto con lo spettatore, rendendo un significato maggiormente meditativo.
Rispetto alle altre versioni, la versione di Piacenza è senza dubbio la più riuscita, per la matura sicurezza dell'impostazione spaziale e la sapiente gradazione degli effetti luminosi.
Antonello sembra aver definitivamente raggiunto in questo dipinto la perfetta sintesi tra il realismo di discendenza fiamminga, evidente nella raffinata resa di particolari quali i capelli e i peli della barba, le lacrime, le stille di sangue, il cartellino con la firma dove appare una data poco leggibile e la visione plastico- prospettica tipica del rinascimento italiano.